# Шайгалимов, Рим Каримович
Рим Кари́мович Шайгали́мов (24 февраля 1957, посёлок Павловка Нуримановского района Башкирской АССР — 27 июня 2009, посёлок Старцево, Емельяновского района Красноярского края) — российский оппозиционный политический деятель. Оперный певец по профессии.
Бывший оперный певец, лауреат нескольких конкурсов оперных певцов, включая международный. С 1990 по 1996 годы организовал свою фирму «Виртуозы Иркутска» и давал концерты. Жил и работал в Иркутске, с 1998 года в Красноярске. Член КПРФ (до 2006 г.) и коалиции Другая Россия, депутат Национальной ассамблеи РФ первого созыва. Участник и организатор протестных политических акций и перформансов.
Неоднократно задерживался органами милиции, в первый раз был осуждён в 2006 году к шести месяцам лишения свободы по обвинению в нанесении побоев сотрудникам милиции и был объявлен политическим заключённым местными оппозиционерами.
30 октября 2008 года Шайгалимов был приговорён к 5,5 годам строгого режима по обвинению в нападении на сотрудника милиции во время митинга в честь Дня Победы, проходившего 9 мая 2008 года..
Погиб, отбывая наказание в колонии строгого режима; по утверждению сотрудников колонии, покончил жизнь самоубийством, выбросившись из окна коридора. Родственники Шайгалимова убеждены в его насильственной смерти, официальные лица категорически отрицают эту информацию. Пикеты памяти Шайгалимова прошли в разных городах России.